# Mykoła Ładyhin
Mykoła Mykołajowycz Ładyhin (ukr. Микола Миколайович Ладигін; ur. 7 grudnia 1983 w Kijowie) – ukraiński hokeista, reprezentant Ukrainy.

## Kariera
- Kryżynka Kijów (1999-2000)
- Sokił Kijów 2 (1999-2000)
- CSKA 2 Moskwa (2000-2001)
- Medicine Hat Tigers (2001)
- Tri-City Americans (2001-2002)
- Lincoln Stars (2002-2003)
- Wiełkom Moskwa (2003)
- HK Witebsk (2003-2004)
- Sokił Kijów (2004-2005)
- Kristałł Saratów (2005-2006)
- Hull Stingrays (2006-2008)
- Awtomobilist Jekaterynburg (2008-2009)
- Sokił Kijów (2009-2010)
- Kazcynk-Torpedo (2010)
- Donbas Donieck (2010-2011)
- Kompańjon Kijów (2011)
- Arłan Kokczetaw (2011-2012)
- Jużnyj Urał Orsk (2012-2013)
- Generals Kijów (2013)
- Hull Stingrays (2013-2014)
- Bejbarys Atyrau (2014-2016)
- Dunaújvárosi Acélbikák (2016-2017)

Wychowanek Sokiła Kijów. Od października 2013 w klubie Dżenerałz Kijów. Od grudnia 2013 po raz drugi w karierze zawodnik angielskiego klubu Hull Stingrays. Od czerwca 2014 zawodnik Bejbarysu Atyrau. Od września 2016 zawodnik Dunaújvárosi Acélbikák.
W barwach Ukrainy zagrał w turnieju mistrzostw świata juniorów do lat 18 edycji 2001. Brał udział w turnieju zimowej uniwersjady edycji 2005. Uczestniczył w turniejach mistrzostw świata edycji 2014, 2015 (Dywizja I).
W 2018 został skautem dla San Jose Sharks.

## Sukcesy
Klubowe
- Clark Cup – mistrzostwo USHL: 2011 z Lincoln Stars
- Złoty medal mistrzostw Ukrainy: 2010 z Sokiłem Kijów, 2011 z Donbasem Donieck
- Złoty medal mistrzostw Kazachstanu: 2016 z Bejbarysem Atyrau

Indywidualne
- Mistrzostwa Ukrainy w hokeju na lodzie (2009/2010): gol przesądzający o mistrzostwie (9 kwietnia 2010)
- Mistrzostwa Świata w Hokeju na Lodzie 2014/I Dywizja#Grupa A: drugie miejsce w klasyfikacji +/- turnieju: +7[5]